# Furcraea undulata
Furcraea undulata ist eine Pflanzenart aus der Gattung Furcraea in der Unterfamilie der Agavengewächse (Agavoideae). Das Artepitheton undulata stammt aus dem Lateinischen und bedeutet ‚wellig‘.

## Beschreibung
Furcraea undulata wächst mit (fast) stammlosen Rosetten. Die zahlreichen ausgebreiteten, schmal lanzettlichen, konkaven Laubblätter laufen lang spitz zu, sind an ihrer Basis beiderseits verdickt und an der Unterseite gekielt. Ihre frisch bis dunkel olivgrünen, glatte Blattspreite ist 130 bis 150 Zentimeter lang und 7 Zentimeter breit. Der Blattrand ist wellig. Die braunen, dreieckigen und aufwärts gebogenen Randzähne sind 5 Millimeter lang und stehen etwa 1,7 bis 3 Zentimeter voneinander entfernt. Der stumpfe Enddorn ist braun.
Der reichverzweigte Blütenstand erreicht eine Höhe von 4,5 bis 7 Meter und besitzt einen kurzen Schaft. Die fein flaumhaarigen Teilblütenstände tragen eiförmige Bulbillen. Die duftenden Blüten sind fein flaumhaarig und weisen eine Länge von etwa 55 Millimeter auf. Blütenstielen. Ihre Perigonblätter sind grünlich gelb. Die äußeren Perigonblätter sind 35 Millimeter lang und 12 bis 14 Millimeter breit. Die inneren weisen eine Breite von 20 Millimeter auf. Der Fruchtknoten erreicht eine Länge von 25 Millimeter.
Früchte und Samen sind nicht beschrieben.
Die Chromosomenzahl ist {\displaystyle 2n=120}.

## Systematik und Verbreitung
Das Verbreitungsgebiet von Furcraea undulata in der Natur ist nicht mit Sicherheit bekannt.
Die Erstbeschreibung durch Georg Albano von Jacobi wurde 1869 veröffentlicht. Furcraea undulata wird in der Gattung in die Sektion Furcraea eingeordnet. Ihr Status als eigenständige Art ist nicht gesichert.
Synonyme sind Furcraea pubescens Tod. (1879) und Furcraea pubescens Baker (1892, nom. illeg. ICBN-Artikel 53.1).

## Nachweise